# Euxoa simulata
Euxoa simulata är en fjärilsart som beskrevs av Mcdunnough 1946. Euxoa simulata ingår i släktet Euxoa och familjen nattflyn. Inga underarter finns listade i Catalogue of Life.

## Bildgalleri

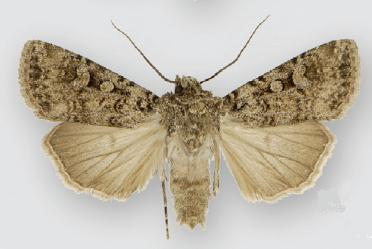